# Chung Ho Yin
Chung Ho Yin (鍾皓賢S; Hong Kong, 15 aprile 1971) è un ex calciatore ed ex giocatore di calcio a 5 hongkonghese, di ruolo portiere.

## Carriera
Come massimo riconoscimento in carriera vanta la partecipazione, con la Nazionale maschile di calcio a 5 di Hong Kong, al FIFA Futsal World Championship 1992 in cui i padroni di casa, qualificati di diritto come paese organizzatore, sono stati eliminati al primo turno con due sconfitte ed una vittoria ai danni della Nigeria.

## Statistiche

### Cronologia presenze e reti in Nazionale
| Cronologia completa delle presenze e delle reti in nazionale ― Hong Kong | Cronologia completa delle presenze e delle reti in nazionale ― Hong Kong | Cronologia completa delle presenze e delle reti in nazionale ― Hong Kong | Cronologia completa delle presenze e delle reti in nazionale ― Hong Kong | Cronologia completa delle presenze e delle reti in nazionale ― Hong Kong | Cronologia completa delle presenze e delle reti in nazionale ― Hong Kong | Cronologia completa delle presenze e delle reti in nazionale ― Hong Kong | Cronologia completa delle presenze e delle reti in nazionale ― Hong Kong |
| Data                                                                     | Città                                                                    | In casa                                                                  | Risultato                                                                | Ospiti                                                                   | Competizione                                                             | Reti                                                                     | Note                                                                     |
| ------------------------------------------------------------------------ | ------------------------------------------------------------------------ | ------------------------------------------------------------------------ | ------------------------------------------------------------------------ | ------------------------------------------------------------------------ | ------------------------------------------------------------------------ | ------------------------------------------------------------------------ | ------------------------------------------------------------------------ |
| 15-5-1993                                                                | Beirut                                                                   | Hong Kong                                                                | 0 – 3                                                                    | Corea del Sud                                                            | Qual. Mondiali 1994                                                      | -3                                                                       |                                                                          |
| 5-6-1993                                                                 | Seul                                                                     | Corea del Sud                                                            | 4 – 1                                                                    | Hong Kong                                                                | Qual. Mondiali 1994                                                      | -4                                                                       |                                                                          |
| 9-6-1993                                                                 | Seul                                                                     | Hong Kong                                                                | 1 – 2                                                                    | Libano                                                                   | Qual. Mondiali 1994                                                      | -2                                                                       |                                                                          |
| 11-6-1993                                                                | Seul                                                                     | Bahrein                                                                  | 3 – 1                                                                    | Hong Kong                                                                | Qual. Mondiali 1994                                                      | -3                                                                       |                                                                          |
| 13-6-1993                                                                | Seul                                                                     | Hong Kong                                                                | 1 – 3                                                                    | India                                                                    | Qual. Mondiali 1994                                                      | -3                                                                       |                                                                          |
| 1-10-1994                                                                | Hiroshima                                                                | Malaysia                                                                 | 4 – 3                                                                    | Hong Kong                                                                | Giochi asiatici 1994                                                     | -4                                                                       |                                                                          |
| 3-10-1994                                                                | Hiroshima                                                                | Thailandia                                                               | 1 – 2                                                                    | Hong Kong                                                                | Giochi asiatici 1994                                                     | -1                                                                       |                                                                          |
| 5-10-1994                                                                | Hiroshima                                                                | Hong Kong                                                                | 0 – 1                                                                    | Uzbekistan                                                               | Giochi asiatici 1994                                                     | -1                                                                       |                                                                          |
| 11-10-1994                                                               | Hiroshima                                                                | Hong Kong                                                                | 1 – 2                                                                    | Arabia Saudita                                                           | Giochi asiatici 1994                                                     | -2                                                                       |                                                                          |
| 30-1-1996                                                                | Hong Kong                                                                | Hong Kong                                                                | 8 – 0                                                                    | Filippine                                                                | Qual. Coppa d'Asia 1996                                                  | -                                                                        |                                                                          |
| 1-2-1996                                                                 | Hong Kong                                                                | Hong Kong                                                                | 4 – 1                                                                    | Macao                                                                    | Qual. Coppa d'Asia 1996                                                  | -1                                                                       |                                                                          |
| 4-2-1996                                                                 | Hong Kong                                                                | Hong Kong                                                                | 0 – 2                                                                    | Cina                                                                     | Qual. Coppa d'Asia 1996                                                  | -2                                                                       |                                                                          |
| 19-11-1998                                                               | Hong Kong                                                                | Hong Kong                                                                | 1 – 1                                                                    | Vietnam                                                                  | Amichevole                                                               | -1                                                                       |                                                                          |
| 30-11-1998                                                               | Bangkok                                                                  | Hong Kong                                                                | 0 – 6                                                                    | Oman                                                                     | Giochi asiatici 1998                                                     | -6                                                                       |                                                                          |
| 22-2-2003                                                                | Hong Kong                                                                | Hong Kong                                                                | 2 – 0                                                                    | Taipei cinese                                                            | Qual. Coppa dell'Asia orientale 2003                                     | -                                                                        |                                                                          |
| 24-2-2003                                                                | Hong Kong                                                                | Hong Kong                                                                | 3 – 0                                                                    | Macao                                                                    | Qual. Coppa dell'Asia orientale 2003                                     | -                                                                        |                                                                          |
| 25-3-2003                                                                | Hong Kong                                                                | Hong Kong                                                                | 5 – 1                                                                    | Laos                                                                     | Qual. Coppa d'Asia 2004                                                  | -1                                                                       |                                                                          |
| 30-3-2003                                                                | Hong Kong                                                                | Hong Kong                                                                | 2 – 2                                                                    | Bangladesh                                                               | Qual. Coppa d'Asia 2004                                                  | -2                                                                       |                                                                          |
| Totale                                                                   |                                                                          | Presenze                                                                 | 18                                                                       |                                                                          | Reti                                                                     | -36                                                                      |                                                                          |